# Корлэцян, Титус
Титус Корлэцян (рум. Titus Corlățean; род. 11 января 1968, Меджидия) — румынский политик и дипломат. Министр иностранных дел Румынии с 6 августа 2012 до 10 ноября 2014.

## Биография
В 1994 окончил факультет права Бухарестского университета. В 1995 окончил Национальную школу администрации (Париж).
В 1994—2001 работал дипломатом, в 2001—2003 работником канцелярии МИД Румынии. Член Социал-демократической партии Румынии с 2002. Был избран в Палату депутатов от округа Брашов на выборах 2004 года. С 1 января 2007 член Европейского парламента.
В мае — августе 2012 занимал должность министра юстиции Румынии.
21 декабря 2012 после утверждения парламентом состава нового кабинета в Бухарестском президентском дворце Котрочень принёс торжественную присягу. После первого тура президентских выборов покинул должность министра из-за обвинений в недостаточном представительстве избирательных участков для румынской диаспоры.

## Семейное положение
Женат.

## Награды
- Кавалер ордена «За верную службу» (2004)[3]
- Орден Почёта (Молдова, 1 сентября 2014) — в знак глубокой признательности за значительный вклад в процесс интеграции Республики Молдова в европейские структуры и за особые заслуги в развитии и укреплении отношений дружбы и сотрудничества между нашими странами[4][5]